# Entrenamiento autógeno
El entrenamiento autógeno es una técnica psicoterapéutica basada en la concentración pasiva en sensaciones físicas. Está más próximo a las técnicas de meditación que a las de sugestión o a la hipnosis. Constituye la base de los métodos de Psicoterapia Autógena (ver cuadro) y se utiliza principalmente para aliviar diversos trastornos psicosomáticos inducidos por el estrés.

## Generalidades
Fue desarrollado por el neurólogo alemán Johannes Heinrich Schultz, quien la presentó el 30 de abril de 1927 por primera vez y que publicó en 1932 su libro "El Entrenamiento Autógeno". Su discípulo Wolfgang Luthe presentó en el Tercer Congreso Mundial de Psiquiatría de 1961 sus descubrimientos sobre el significado clínico de las reacciones que se producen en el estado autógeno, o descargas autógenas. González de Rivera continuó los estudios de Luthe, introduciendo los métodos de análisis autógeno y de reconstrucción autógena. 
En la actualidad, el entrenamiento autógeno básico se aplica al tratamiento de trastornos psicosomáticos y de ansiedad y como preparación para el tratamiento con los métodos avanzados de los trastornos de personalidad, de la psicopatología postraumática y de otros síndromes producidos por el estrés.

## Origen
- Ya en la antigüedad eran conocidos los métodos de relajación y autosugestión como, por ejemplo, el Yoga en la India o la meditación Zen en Japón, que parten del Satipatthana budista. Lo que ocurre es que estos métodos apenas se separan de la ideología de sus respectivas doctrinas, ya que de otro modo perderían su eficacia.

- Con el entrenamiento autógeno, Johannes Heinrich Schulz desarrolló una técnica que debería ser aplicable independientemente del entorno cultural y de la ideología. Antes de elaborar esta técnica estuvo mucho tiempo trabajando en un centro de hipnosis de Berlín. Siguiendo esta enriquecedora experiencia y basándose en principios científicos, desarrolló un método de autoayuda que hizo público, en 1932, con su libro «El entrenamiento autógeno».

- Se basó en su descubrimiento de que la mayoría de las personas son capaces de alcanzar un estado de relajación profunda, sólo con el poder de su mente. Así, por ejemplo, en personas que imaginen un intenso calor en sus brazos puede medirse un aumento real de la temperatura, debido al aumento de su riego sanguíneo.

- Los métodos originales se ampliaron en el transcurso del siglo XX gracias a nuevos descubrimientos; investigaciones posteriores han permitido demostrar la eficacia del entrenamiento autógeno.

## Los ejercicios
El entrenamiento autógeno básico se aprende usualmente en grupo, aunque puede ser necesaria la instrucción individual en algunas patologías o si las descargas autógenas son muy severas. El autoaprendizaje es posible, aunque el necesario entrenamiento de atención requiere generalmente la supervisión de un profesional especializado. Consta de seis ejercicios de meditación psicofisiológica o concentración pasiva en la sensación de peso en brazos y piernas, en la sensación de calor en brazos y piernas, en el movimiento del corazón, en la autonomía del proceso respiratorio, en el calor abdominal interno (plexo solar) y a la diferencia de temperatura entre la frente y el aire circundante.
La terminación estándar para regresar al estado habitual se realiza en tres etapas: Inspiración profunda, fuerte flexión y estiramiento de brazos y piernas y abrir los ojos. Es importante finalizar siempre los ejercicios con la terminación estándar, sobre todo en principiantes.
El entrenamiento autógeno es una técnica de relajación basada más en concentración pasiva que en la autosugestión, desarrollada a partir de la hipnosis por el médico berlinés Johannes Heinrich Schultz, quien la presentó por primera vez el 30 de abril de 1927 y la publicó en su libro «El entrenamiento autógeno» en 1932. Hoy en día es un método muy extendido y reconocido en la lucha contra el estrés y los trastornos psicosomáticos.

## Bases del entrenamiento
Se tarda unas pocas semanas en aprender esta técnica, lo que normalmente se hace en grupo, aunque algunas veces puede trabajarse de forma individual bajo la supervisión de un psicólogo, un médico u otro experto. También se puede aprender de forma autodidacta, para ello existen muchos libros que, además, suelen venir acompañados de un casete o un CD.
Para comenzar el entrenamiento el principiante debe adoptar una postura cómoda, normalmente sentado. En la «postura de cochero», por ejemplo, se sentaría con el cuerpo y la cabeza inclinados hacia delante y con los brazos apoyados sobre el regazo dejando caer las manos entre las piernas. A menudo el principiante se siente más cómodo acostado, aunque puede practicar en cualquier postura en la que logre relajar por completo todos los músculos.
Los ejercicios consisten en centrar la mente en fórmulas cortas y repetitivas y, al mismo tiempo, intentar imaginar, dentro de lo posible, de forma intensa lo que sugieren. 
El estado de relajación del cuerpo viene acompañado por determinadas sensaciones. Así, por ejemplo, la relajación muscular de las extremidades da sensación de pesadez y la buena circulación, sensación de calor. Sin embargo, imaginar primero de forma intensa el efecto puede provocar lo que «normalmente» sería la causa: imaginar que aumenta el calor en la extremidad, también mejoraría la circulación y, en consecuencia, se alcanzaría una sensación de relax. 
La llamada retirada es un «despertar» consciente con el que concluimos los ejercicios y consiste en la activación de las terminaciones nerviosas mediante unos pasos muy sencillos: se estiran y encogen las extremidades varias veces, se respira hondo y, finalmente, se abren los ojos.

## Grado inferior
El grado inferior del entrenamiento autógeno sirve sobre todo para la relajación. Por lo general, se compone de siete ejercicios que mediante la autosugestión dan lugar a sucesivas sensaciones de reposo, pesadez y calor en brazos y piernas, descenso del ritmo cardiaco y respiratorio, calor en el plexo solar y frescor en la frente. La duración recomendada de estas sesiones es de 3 a 5 minutos, nunca se deberá exceder de ese tiempo ya que podría ser contraproducente.
Descripción de los ejercicios:
1.	El ejercicio de reposo traslada el cuerpo y la mente a un estado de calma y ayuda a la concentración. Una fórmula típica para este ejercicio sería: «Estoy muy tranquilo. Los pensamientos vienen y van. Nada puede perturbarme».
2.	El ejercicio de pesadez provoca una sensación de peso en las extremidades (relajación muscular). Una frase típica para este ejercicio sería: «Mis brazos y piernas son muy pesados».
3.	El ejercicio de calor conduce a una sensación de aumento de la temperatura en las extremidades (mejora la circulación). La fórmula típica sería: «Mis brazos y piernas están calientes».
4.	El ejercicio de respiración intensifica la relajación mediante una inspiración y espiración tranquilas. La fórmula típica sería: «Mi respiración es tranquila y regular» o «estoy respirando».
5.	El ejercicio para el corazón (concentración en los latidos) es aún más relajante. Se emplearía una frase como: «Mi corazón late sosegada y regularmente».
6.	El ejercicio abdominal se concentra en el plexo solar (tradicionalmente considerado el segundo cerebro y núcleo de chi en las culturas de China, Japón y Corea, con el nombre de Tao tien o Taden ) y su circulación (intensifica la relajación). La fórmula típica para este ejercicio sería: «Mi abdomen es una corriente de calor».
7.	El ejercicio de la cabeza se concentra en conservar una mente fresca y sirve para mantenerse despierto y recuperar la concentración (por ejemplo, en caso de cansancio). Una frase típica sería: «Mi mente está clara y mi frente está fresca». 
Con un entrenamiento progresivo se intensifica el efecto de los ejercicios (p.ej. un efecto en todo el cuerpo y no solamente en los brazos). Por lo tanto, un experto en esta técnica puede conseguir una profunda relajación en poco tiempo. Además, con la experiencia las fórmulas se pueden adaptar y ampliar al gusto personal de cada uno, lo que es posible con la ayuda de las fórmulas propuestas (p.ej. «Ante el estrés me mantengo tranquilo y sereno»). Estas órdenes a uno mismo permanecen ancladas en el subconsciente y siguen haciendo efecto una vez terminado el ejercicio.

## Grado superior
En el grado superior se tratan los problemas mediante la sugestión hasta lograr solucionarlos o, al menos, mitigarlos. Para muchos propósitos los ejercicios del grado inferior son suficientes, pero con el grado superior se profundiza en el conocimiento de uno mismo y el desarrollo del carácter. 
Descripción de los ejercicios:
1.	Experiencia con colores: dirigir la vista al centro de la frente y hacer surgir un color en la imaginación.
2.	Imaginar objetos concretos: una vela encendida, una rosa, etc.
3.	Dar forma a valores abstractos: esperanza, amor, coraje, etc.
4.	Ejercicios para moldear el carácter y profundizar en el conocimiento de uno mismo: preguntarse «¿quién soy?» o «¿qué debo hacer?» y utilizar fórmulas de autosugestión  como «me acepto», «tengo seguridad en mí mismo».
5.	Imaginar que se va por el fondo del mar.
6.	Imaginar que se sube a la cima de una montaña.
7.	Imaginarse a uno mismo con determinados propósitos.
El grado superior puede practicarlo uno mismo, aunque su combinación con un método psicoterapéutico puede acortar bastante el tiempo de tratamiento.
El requisito para realizar los ejercicios del grado superior es dominar los del grado inferior. Este grado superior del entrenamiento autógeno sirve para el conocimiento de uno mismo. Es comparable al análisis psicoterapéutico profundo, aunque sin la ayuda de un terapeuta.
En este grado se viven sueños lúcidos con posteriores recuerdos claros y permanentes, no como la mayoría de los sueños, que normalmente se olvidan en pocos minutos. Tras los habituales ejercicios introductorios de reposo, pesadez, calor, respiración, corazón y abdomen, se mantiene la fase de meditación profunda del abdomen — trance hipnótico—, y se sigue trabajando con la siguiente fórmula: «En mi imaginación veo un color». Y a partir de este color se desarrolla una visión.
Esta visión se nutre de tres fuentes: primero, la imagen que hemos elegido antes de empezar el ejercicio (mar, montaña, una persona, etc.); en segundo lugar, la transformación de esta imagen por el subconsciente; y, en tercer lugar, la transformación voluntaria que viene desde la conciencia activa. Estas tres fuentes se mezclan en cantidad y calidad diferentes en cada caso. Entonces aparece el sueño lúcido, que puede recordarse por completo tras la retirada. Esto puede servir por sí solo para resolver el problema o como base para una sesión terapéutica. El tiempo más adecuado para estas sesiones es aproximadamente de 15 minutos.

## Aplicación
El entrenamiento autógeno se aplica por motivos muy diferentes, como técnica de relajación puede utilizarse, por ejemplo, en caso de nerviosismo, trastornos del sueño, etc. También puede servir para combatir trastornos psicosomáticos, problemas digestivos, dolores de cabeza o hipertensión. Sin embargo, se debería consultar antes a un médico para confirmar que no existe ninguna causa física grave que origine dicha enfermedad.
En el estado de relajación causado por el entrenamiento autógeno se está sensible a la autosugestión; esto puede usarse, mediante las fórmulas adecuadas, para dejar de fumar, beber u otras adicciones similares. También puede utilizarse para mejorar el rendimiento físico y mental o la confianza en uno mismo tanto en público como en el entorno personal. Finalmente, algunos artistas como el español Josep María Beá han recurrido a ella para producir algunas de sus obras.
La capacidad para aprender esta técnica se reduce considerablemente en caso de neurosis o psicosis.